# Dechawat Poomjaeng
Dechawat „Jack“ Poomjaeng (* 11. Juli 1978) ist ein thailändischer Snookerspieler, der zwischen 2011 und 2017 Profispieler war. 2022 gelang ihm die Rückkehr auf die Profitour.

## Karriere
Dechawat Poomjaeng ist der jüngere Bruder von Suchakree Poomjang (* 1975), der zu Beginn der 2000er-Jahre für drei Saisons ebenfalls professioneller Snookerspieler war. Dechawat dagegen gelang erst 2010 der Durchbruch, als er im Snooker-Einzel-Wettbewerb der Asienspiele 2010 Bronze gewann und später mit einem 10:7-Sieg über Pankaj Advani im Finale der Amateurweltmeisterschaft siegte. Dieser Erfolg erbrachte ihm einen Startplatz auf der Profitour.
In seiner Debütsaison schied Dechawat bei vielen Turnieren recht früh aus, obgleich er nur selten seine Auftaktspiele verlor. Sein bestes Ergebnis war eine Achtelfinalteilnahme bei der Alex Higgins International Trophy, bei der er unter anderem den siebenfachen Ex-Weltmeister Stephen Hendry und seinen schottischen Weltspitzenkollegen Stephen Maguire besiegte. Das Turnier war Teil der Players Tour Championship, einer Serie von Turnieren mit begrenztem Einfluss auf die Weltrangliste (Minor-ranking-Turniere). Am Ende der ersten Saison war er nur auf Platz 87 platziert, was nicht für eine Qualifikation für die nächste Saison ausreichte. Allerdings ergatterte der Thailänder einen der über die Ein-Jahres-Weltrangliste ausgelobten Startplätze. Dank einer Reform der Profitour sicherte er sich so gleich zwei weitere Profispielzeiten.
So konnte sich Dechawat in der nächsten Saison weiter verbessern. Nun schied er fast immer frühestens erst in der zweiten oder eher dritten Turnierrunde aus, mehrfach erreichte er auch Achtelfinals. Dies gelang ihm auch bei der Snookerweltmeisterschaft, dem wichtigsten Turnier der Profitour. Nachdem er unter anderem Anthony Hamilton und erneut Stephen Maguire besiegt hatte, schied er zwar in  der Runde der letzten 16 gegen Michael White aus, es war aber trotzdem ein wichtiges Ergebnis. So war er bereits nach nur einer Saison seiner neuen, zweijährigen Profizeit auf Rang 67 platziert, nur kurz vor den sicheren Top 64. Da er seine Vorjahresform in der folgenden Spielzeit in etwa bestätigen konnte und dabei das Viertelfinale der Dongguan Open erreichte, gelang ihm der Einzug in die Top 64 nur wenig später. Mitte 2014 wurde er auf Platz 46 geführt und war somit direkt für eine weitere Profisaison qualifiziert. Zwischenzeitlich hatte er im Sommer 2013 zum zweiten Mal eine Bronzemedaille bei einer Multisportveranstaltung gewonnen, diesmal bei den World Games 2013. Ferner gelang ihm während der Saison in der Qualifikation für das German Masters das einzige Maximum Break seiner Karriere.
Auf diesem Formniveau konnte sich Dechawat in den folgenden zwei Spielzeiten fest etablieren. Fast nie verlor er seine Auftaktspiele, häufig schied er in etwa zur Hälfte der Turniere aus. Ferner konnte er sowohl bei den China Open 2015 als auch bei der UK Championship 2015 und damit bei zwei wichtigen Ranglistenturnieren das Achtelfinale sowie beim Paul Hunter Classic 2014, einem PTC-Turnier, das Viertelfinale erreichen. Somit blieb er insgesamt auch auf der Weltrangliste auf einem stabilen Niveau. Im Frühjahr 2015 zeitweise sogar auf Platz 37 geführt, belegte er Mitte 2015 wieder Rang 46. Ein Verlust des Profistatus war somit keine große Gefahr. Allerdings hatte der Thailänder zumindest im Sommer 2016 Probleme, einen Sponsor zu finden.
Doch diese Gefahr kam bereits in der Saison 2016/17 zurück: Da Dechawat nicht einmal bei einem Viertel der Profiturnier sein Auftaktspiel gewinnen konnte und selbst in diesen Fällen eine Runde später ausschied, rutschte er auf der Weltrangliste ab. Da sich diese aus den in den vergangenen zwei Kalenderjahren gewonnenen Preisgeldern berechnet und Dechawat durch seine schlechten Ergebnisse die abgezogenen Summe nicht ausgleichen konnte, belegte er am Saisonende nur noch Platz 70 der Weltrangliste. Somit war er nicht mehr in den Top 64 und verlor somit den Profistatus. Auch andere Qualifikationsmöglichkeiten brachten keinen Erfolg. Ein Jahr später versuchte er noch bei der Q School sein Glück. Zwei Mal verlor er erst im entscheiden Spiel; am Ende gelang es ihm nicht, einen der ausgelobten Qualifikationsplätze zu bekommen. Ein schwacher Trost waren die Einladungen zu mehreren Profiturnieren in Anerkennung seiner Q-School-Ergebnisse, doch auch daraus konnte er kein Kapital schlagen. Danach zog er sich von der internationalen Bühne zurück.
Erst über drei Jahre später gelang ihm das Comeback. Dechawat nahm an der Asia-Oceania Q School teil, einem neuen Qualifikationsturnier für die Profitour, das sich extra an asiatische Spieler richtete. Bereits beim ersten Event erreichte er das entscheidende Spiel, musste sich aber noch Thanawat Tirapongpaiboon geschlagen geben. Beim zweiten Turnier stand er erneut in der letzten Runde. Diesmal gelang ihm mit einem Sieg über Narongdat Takantong die Rückkehr auf die Profitour zur Saison 2022/23.
Dechawat, der auf den Spitznamen „Jack“ hört, lebt in Saraburi gut 100 Kilometer nördlich von Bangkok. In den 2010ern lebte er während seiner Profikarriere mit anderen thailändischen Profispielern wie James Wattana in Sheffield zusammen.

## Erfolge
| Ausgang         | Jahr | Turnier                         | Finalgegner              | Ergebnis |
| --------------- | ---- | ------------------------------- | ------------------------ | -------- |
| Amateurturniere |      |                                 |                          |          |
| Sieger          | 2010 | IBSF-Snookerweltmeisterschaft   | Pankaj Advani            | 10:7     |
| Zweiter         | 2018 | Q School – Event 1              | Sam Craigie              | 0:4      |
| Zweiter         | 2018 | Q School – Event 2              | Zhao Xintong             | 1:4      |
| Zweiter         | 2022 | Asia-Oceania Q School – Event 1 | Thanawat Tirapongpaiboon | 2:4      |
| Sieger          | 2022 | Asia-Oceania Q School – Event 2 | Narongdat Takantong      | 4:1      |